# Dzjarylhatj
Dzjarylhatj (kyrillisk: Джарилгач, også stavet som Dzharylgach) er en ø og en sandbanke i Skadovsk rajon, Kherson oblast nær Krim i Ukraine. Sammen med Tendra, der ligger mod vest, var det før i tiden en landtunge, som grækerne kaldte "Akillessenen". Mod vest strækker den sig som en tange og som en sandbanke, der nogle gange tørrer op, og forbinder den med den kontinentale del af Kherson Oblast nær byen Lazurne. Den bredere del hed tidligere Tamyraca. Den blev opkaldt efter en gammel by Tamyraca beliggende på kontinentet på den anden side af bugten.
Overfor øen over Dzjarylhatj-bugten ligger byen Skadovsk. Dzharylhatj og dens bugt er en del af Dzjarylhatskyj Nationalpark.
Dens areal på 56 kvadratkilometer og en længde på 42 km gør det til Sortehavets største sandbanke, beliggende ved Karkinitska-bugten . Øen har rene sandstrande og mineralske kilder. Midt på øen er der en ferskvandskilde, og mere end fire hundrede små salte søer er spredt over hele dens territorium. Den unikke flora og fauna i Dzharylhatj er blevet godt bevaret. Det er levested for vildsvin, hjorte, muflon, samt talrige måger og skarver, jagtkrabber, havsnegle og rejer.

## Galleri
- Dzharylhatj strandlinje
- Massegrav for sovjetiske soldater
- Strandresort med en mole (2013)
- "Turtle Beach" (2013)
- Gammelt fyrtårn
- Endnu en strand med to fyrtårne i baggrunden, gammel og ny (2012)
- Kort over det sydlige Ukraine før Anden Verdenskrig, hvor Dzharylhach er en landtunge, ikke en ø